# Doppelbrücke (Bad Muskau)
Als Doppelbrücke werden zwei aufeinander folgende historische Fußgängerbrücken über die Lausitzer Neiße im Fürst-Pückler-Park Bad Muskau bezeichnet. Im Jahr 2003 wurde die im Krieg zerstörte Doppelbrücke wieder aufgebaut.
Die beiden Brückenteile begegnen sich auf einer kleinen Neißeinsel, an deren südlichem Ende ein Wasserkraftwerk steht. Südöstlich neben dieser Insel liegt eine weitere, etwas größere Neißeinsel. Beide Inseln liegen westlich der deutsch-polnischen Grenze.

## Geschichte
1822 wurden Englische Brücke und Doppelbrücke als einfache Holzkonstruktionen gebaut. 1867 erfolgte ein Neubau massiv in Stein. Zum Ende des  Zweiten Weltkriegs 1945 wurde die Doppelbrücke gesprengt.
Erst im Jahr 2003 wurde sie nach historischem Vorbild neu gebaut und verbindet den westlichen und östlichen Parkteil wieder miteinander. Sie kann von Besuchern des Parks genutzt werden.